# QF 3-pounder Hotchkiss
O QF 3-pounder Hotchkiss ou em francês Canon Hotchkiss à tir rapide de 47 mm eram uma família de canhões navais leves de 47 mm de vida longa, introduzidos em 1886 para se defender de novas, pequenas e rápidas embarcações, como barcos de torpedo e submarinos posteriores. Havia muitas variantes produzidas, geralmente sob licença, que variavam de 32 a 50 calibres, mas o calibre 40 era a versão mais comum. Eles foram amplamente utilizados pelas marinhas de várias nações e frequentemente usados pelos dois lados em um conflito. Eles também foram usados em terra como armas de defesa costeira e, mais tarde, como uma arma antiaérea, seja em montagens de HA / LA improvisadas ou especializadas. 

## Usuários
- Argentina
- Áustria-Hungria
- Brasil
- Bulgária
- Chile
- Cuba
- Dinamarca
- Equador
- Finlândia
- França
- Grécia
- Itália
- Império do Japão
- Letônia
- Noruega
- Peru
- Polónia
- Portugal
- Dinastia Qing
- República da China
- Roménia
- Império Russo
- Espanha
- Reino Unido
- Uruguai
- Estados Unidos
- Venezuela